# مردم خارعلفزار

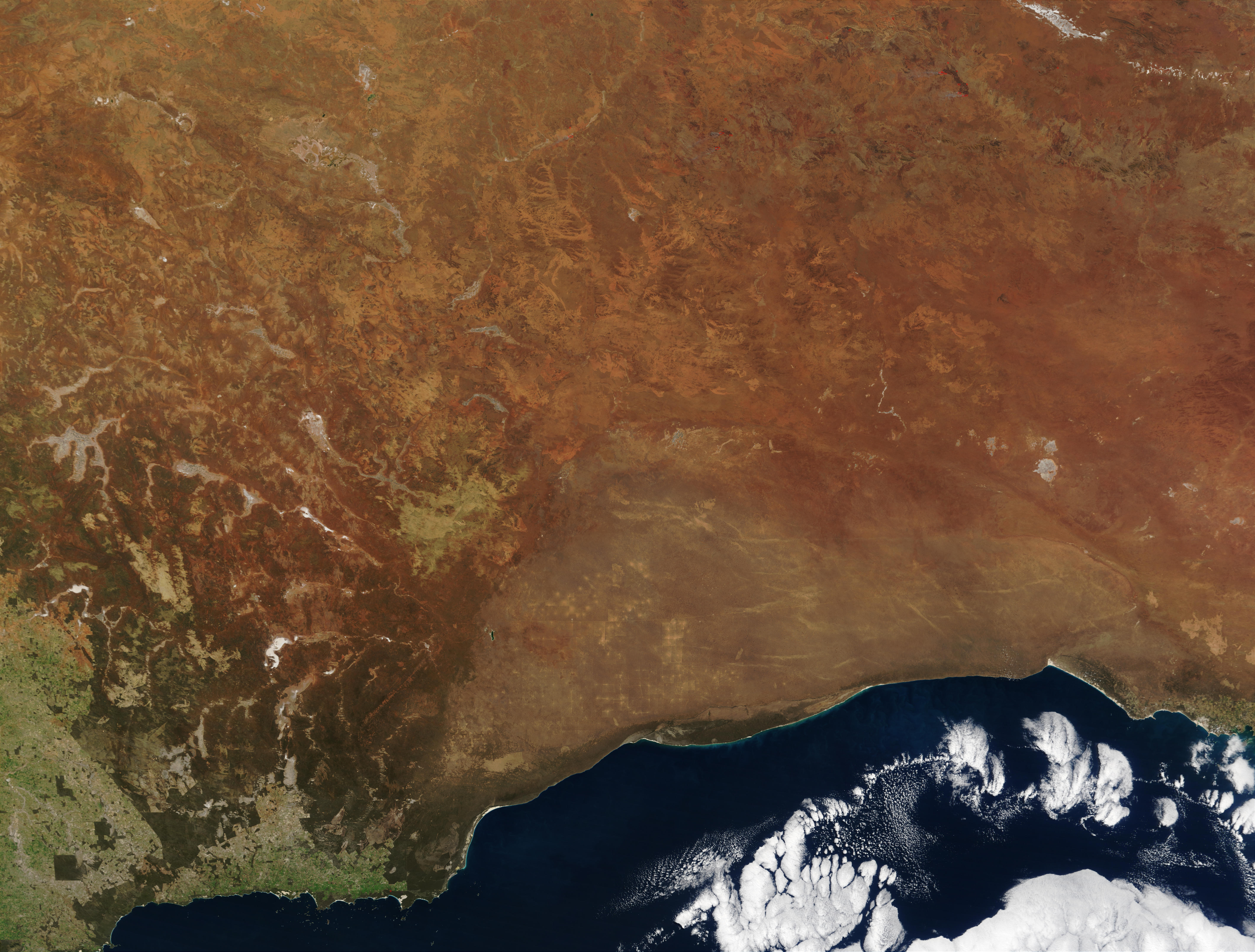
تصویر ماهواره‌ای از دشت نولاربور، منطقه‌ای خشک و دورافتاده که محل سکونت مردم علف تیغ است.

مردم خارعلفزار (انگلیسی: Spinifex people) یا «پیلا نگورو»، نام یکی از اقوام بومی استرالیا است که به‌طور عمده به صورت شکارچی-گردآورنده در بیابان گریت ویکتوریا و در منطقه‌ای که پوشیده از خارعلف است زندگی می‌کنند. محدوده زیست آنها در ایالات استرالیای غربی واقع شده است.
از آنجا که این ناحیه بسیار دورافتاده و لم‌یزرع است و حتی زندگی کوچ‌نشینی هم در آن دشوار است تماس مردم علف تیغ با سفیدپوستان مهاجر به استرالیا نسبتاً کم بوده و فرهنگ بومی آنها مقداری دست‌نخورده باقی مانده است.